# Amerila
Tribu
Genre
Amerila est un genre de lépidoptères (papillons) de la famille des Erebidae. C'est l'unique genre de la tribu monotypique des Amerilini. Ces espèces sont originaires d'Afrique, d'Inde, d'Asie du Sud-Est, d'Australie, de Nouvelle-Guinée et des Îles Salomon.

## Liste des espèces
- Amerila affinis (Rothschild, 1910)
- Amerila albivitrea (Hampson, 1901)
- Amerila aldabrensis (Fryer, 1912)
- Amerila androfusca (Pinhey, 1952)
- Amerila arthusbertrand (Guérin-Méneville, 1830)
- Amerila astreus (Drury, 1773)
- Amerila atrivena (Hampson, 1907)
- Amerila bauri Möschler, 1884
- Amerila bipartita (Rothschild, 1910)
- Amerila brunnea (Hampson, 1901)
- Amerila bubo (Walker, 1855)
- Amerila carneola (Hampson, 1916)
- Amerila castanea (Hampson, 1911)
- Amerila crokeri (MacLeay, 1826)
- Amerila femina (Berio, 1935)
- Amerila fennia (Druce, 1887)
- Amerila fuscivena (Hampson, 1916)
- Amerila howardi (Pinhey, 1955)
- Amerila leucoptera (Hampson, 1901)
- Amerila lineolata (Kiriakoff, 1954)
- Amerila lupia (Druce, 1887)
- Amerila luteibarba (Hampson, 1901)
- Amerila madagascariensis (Boisduval, 1847)
- Amerila magnifica (Rothschild, 1910)
- Amerila metasarca (Hampson, 1911)
- Amerila nigrivenosa (Grünberg, 1910)
- Amerila nigroapicalis (Aurivillius, 1900)
- Amerila nigropunctata (Bethune-Baker, 1908)
- Amerila niveivitrea (Bartel, 1903)
- Amerila omissa (Rothschild, 1910)
- Amerila pannosa (Grünberg, 1908)
- Amerila phaedra Weymer, 1892
- Amerila roseibarba (Druce, 1901)
- Amerila roseomarginata (Rothschild, 1910)
- Amerila rothi (Rothschild, 1910)
- Amerila rufifemur (Walker, 1855)
- Amerila serica Meyrick, 1886
- Amerila simillima (Rothschild, 1917)
- Amerila syntomina (Butler, 1878)
- Amerila thermochroa (Hampson, 1916)
- Amerila timolis (Rothschild, 1914)
- Amerila uniformis (Berio, 1935)
- Amerila vidua (Cramer, 1780)
- Amerila vitrea Plötz, 1880

## Systématique
Le nom valide complet (avec auteur) de ce taxon est Amerila Walker, 1855.
Amerila a pour synonymes :
- Amblythyris Mabille, 1879

- Canopus Walker, 1855

- Phryganeomorpha Wallengren, 1858